# Герб Бежецка
Герб муниципального образования «Городское поселение — город Бе́жецк» Бежецкого района Тверской области» Российской Федерации
Герб утверждён Решением № 37 Совета депутатов городского поселения «город Бежецк»
Бежецкого района Тверской области 24 октября 2006 года.
Герб подлежит внесению в Государственный геральдический регистр Российской Федерации.

## Описание и обоснование символики
Геральдическое описание (блазон) гласит:
В серебряном поле на зелёном холме с золотой вершиной, зелёный куст малины с восьмью червлёными ягодами
Герб составлен на основании исторического герба, утверждённого 10 октября 1780 года.

## История

### Высочайше утвержденный герб
Исторический герб города Бежецка был Высочайше утверждён 10 октября 1780 года императрицей Екатериной II вместе с другими гербами городов Тверского наместничества. (ПСЗРИ, 1780, Закон № 15073)..
Подлинное описание герба города Бежецка гласило:
Кустъ малины въ серебряном полѣ, которымъ весьма изобилуютъ окрестности сего города».
В верхней части щита герб Тверской: «В красном поле на зелёной подушке золотая корона
Герб Бежецка, был составлен в департаменте Герольдии при Сенате под руководством герольдмейстера, действительного статского советника А. А. Волкова.

### Новое время
В 1862 году, в период геральдической реформы Кёне, был разработан проект нового герба уездного города Бежецка (официально не утверждён):
В серебряном щите 3 зелёных ветви малины с червлёными ягодами в столб. В вольной части герб Тверской губернии. Щит увенчан серебряной стенчатой короной и окружён золотыми колосьями, соединёнными Александровской лентой
В советский период герб Бежецка (1780 года) не использовался, но выпускались сувенирные значки с изображением нового проекта герба Бежецка (официального утверждения не имел), который выглядел следующим образом: на зелёном поле венок из голубых цветков льна в центре которого на красном поле золотая шестерня, в золотой оконечности надпись «Бежецк» и дата «1137» (дата первого упоминания Бежецкого края в Новгородских летописях).
27 июля 1999 года был утверждён герб Бежецкого района, разработанный на основе исторического герба Бежецка и проекта герба советского периода. В гербе района куст малины и цветки льна дополнены княжеской короной и двумя голубями. Княжеская корона напоминает об удельном княжении в Бежецком Верхе, а голуби — о птице на чеканившихся здесь древних монетах.
24 октября 2006 года был утверждён герб городского поселения «город Бежецк», на основе исторического герба Бежецка (1780 года).
Герб городского поселения «город Бежецк» был составлен авторским коллективом: художник и компьютерный дизайн — О. В. Анисимова, обоснование символики — В. И. Лавренов.